# ディアナとアクタイオン (ヴェロネーゼ)
『ディアナとアクタイオン』（伊: Diana e Atteone, 英: Diana and Actaeon）は、ルネサンス期のヴェネツィア派の画家パオロ・ヴェロネーゼが1560年から1565年頃に制作した神話画である。油彩。主題はオウィディウスの『変身物語』第3巻で言及されているギリシア神話の女神アルテミス（ローマ神話のディアナ）とテーバイ王子アクタイオンのエピソードから採られている。現在はペンシルベニア州フィラデルフィアにあるフィラデルフィア美術館に所蔵されている。また異なるバージョンがマサチューセッツ州のボストン美術館に所蔵されている。

## 主題
あるときアクタイオンはキタイロン山のガルガピアの谷間で仲間とともに猟犬を率いて狩りに興じた。アクタイオンは狩りの成果が良かったので昼になったところで狩りを休止した。ところがガルガピアの谷間はアルテミスに捧げられた聖域であり、ちょうど谷の最も奥まった場所にある洞窟に湧き出している泉で狩りに疲れたアルテミスが従者のニンフたちとともに水浴びをしていた。そうとも知らずにアクタイオンは洞窟に入っていき、アルテミスの入浴中の裸体を誤って目撃してしまった。ニンフたちは悲鳴を上げ、アルテミスを囲んでアクタイオンの視界から隠した。激怒したアルテミスは近くの水をすくってアクタイオンに浴びせかけ、女神の裸を見たと言いふらすことが出来ないように鹿の姿に変えた。アクタイオンは水面に映った自身の姿に驚いたが、口から出てくるのはうめき声だった。アクタイオンはテーバイの王宮に帰るべきか、森の中に隠れているべきか迷ったあげく、猟犬たちに見つかり食い殺された。

## 作品

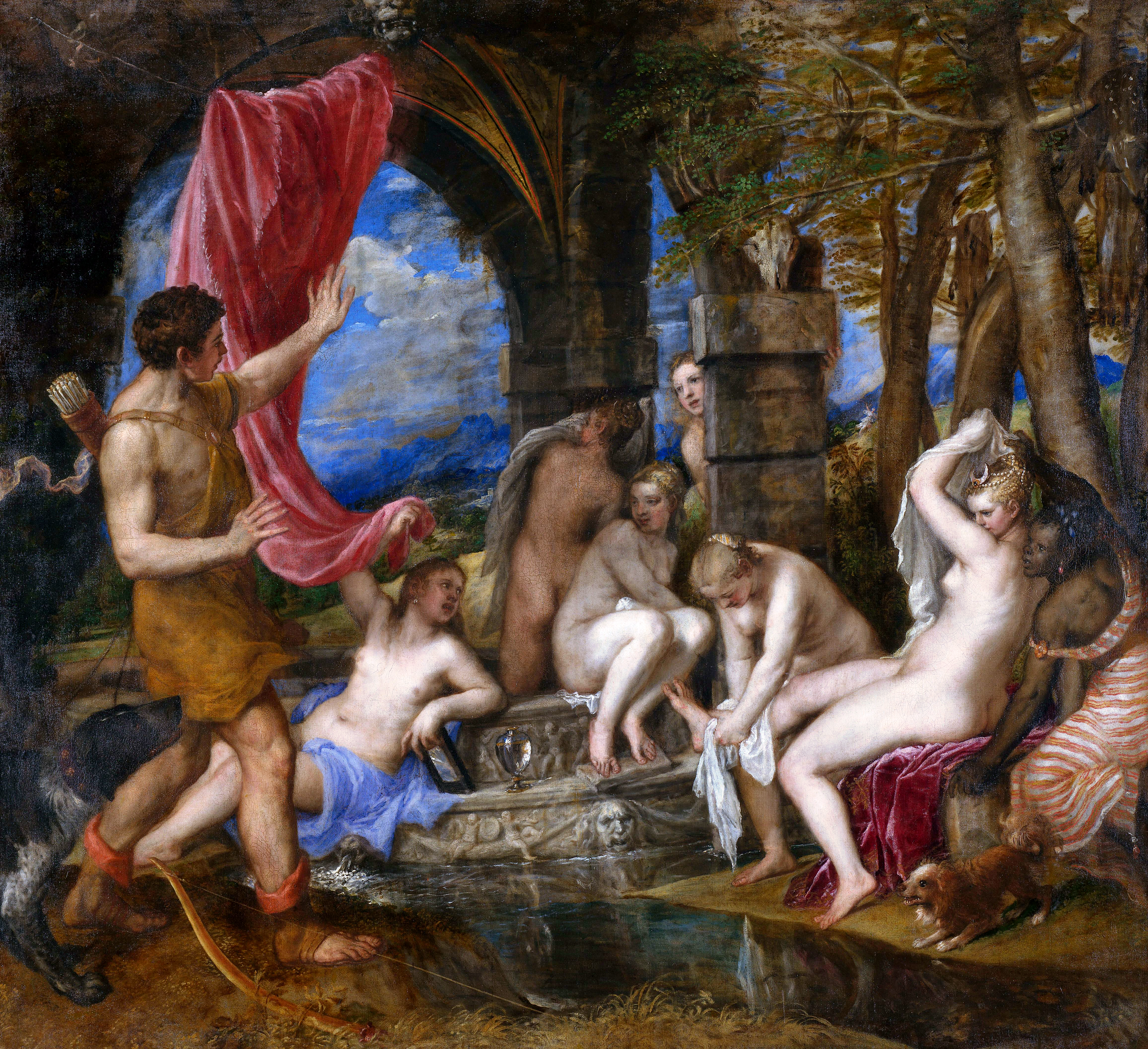
ティツィアーノの『ディアナとアクタイオン』。1556年から1559年。ロンドン・ナショナル・ギャラリー所蔵。

ヴェロネーゼはアクタイオンおよび水浴するディアナとニンフたちを描いている。ニンフたちはアクタイオンの乱入に慌てふためき、1人は土手の物陰に隠れながら身体を覆う布を手に取り、もう1人は弓をつかみながら猟犬たちに手を伸ばしている。土手の上で顔を左手で隠しつつ、木の陰に逃れるような動きを見せるアクタイオンに対し、前かがみになって右手を水中に入れたアルテミスの身振りは水を浴びせかける動作を暗示している。実際にアクタイオンはすでに水を浴びせかけられた後であるらしく、二足歩行の姿を保ってはいるものの、その頭部はすでに短い角が生えた鹿の横顔に変化してしまっている。画面右背景の岸辺では猟犬に食い殺されるアクタイオンの姿が異時同図法的に小さく描かれている。ヴェロネーゼの描写は必ずしもオウィディウスに忠実というわけではなく、アクタイオンからディアナを覆い隠そうとするニンフはおらず、またオウィディウスによると時刻は昼のはずであるが風景は日没後の薄暗さに包まれている。
ヴェロネーゼの作品は数年早く同主題を描いたティツィアーノ・ヴェチェッリオの『ディアナとアクタイオン』（Diana e Atteone）とは対照的である。後者の作品ではアクタイオンがディアナの水浴に遭遇した緊張感に富む瞬間を描いているのに対して、ヴェロネーゼの作品ではその後のアクタイオンの身体に変化が起きる場面を描いている。その描写は抒情的で、驚愕や怒りといった強烈な感情ではなく、むしろ牧歌的な物悲しい雰囲気は静謐ですらある。また薄暗い風景がそれに相応しい舞台を形成している。
図像的源泉としてはディアナとアクタイオンの図像はオウィディウスの初期のいくつかの翻訳本に含まれた木版画挿絵（たとえば1557年のベルナール・サロモンや、1563年のフィルギル・ゾリスなどの挿絵）からインスピレーションを得たことが指摘されている。これらの木版画ではディアナとアクタイオンのエピソードを示す図像の典型的な2つの要素、部分的に変身したアクタイオン (人間の男の身体と雄鹿の頭) と、アクタイオンに水をかけるディアナの仕草が確立されており、場面設定はまちまちであるが一般的に樹木が生い茂った自然の水辺か、明らかに人工の小さな噴水のどちらかである。
絵画の保存状態は悪い。画面左端ではキャンバスの継目に沿って変色が見られる。

## 来歴
絵画はフィラデルフィアの美術収集家ジョン・グレイバー・ジョンソンの約1,200点におよぶ絵画コレクションの一部であった。所有者が死去した1917年にフィラデルフィア市に遺贈された。

## ギャラリー

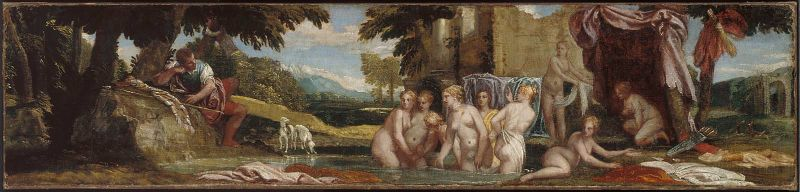
『ディアナとニンフたちの水浴を眺めるアクタイオン』。1560年代。ボストン美術館所蔵。

他のバージョン